# Малий Кулеял
Малий Кулея́л (рос. Малый Кулеял, марій. Эҥерӱмбал Шале) — присілок у складі Моркинського району Марій Ел, Росія. Входить до складу Шалинського сільського поселення.

## Населення
Населення — 72 особи (2010; 112 у 2002).
Національний склад (станом на 2002 рік):
- лучні марійці — 99 %